# Bratko (priimek)
Bratko je priimek v Sloveniji, ki ga je po podatkih Statističnega urada Republike Slovenije na dan 1. januarja 2010 uporabljalo 11 oseb in je med vsemi priimki po pogostosti uporabe uvrščen na 17.803. mesto.

## Znani nosilci priimka
- Branka Berce Bratko (*1951), etnologinja, urbanistka
- Dušan Bratko (*1948), kemik
- Ivan Bratko (1914—2001), partizan, pisatelj, publicist, urednik, založnik
- Ivan Bratko (*1946), računalnikar, strokovnjak za umetno inteligenco, univ. profesor in akademik